# Norman Rasmussen
Norman Carl Rasmussen (Harrisburg, 12 de novembro de 1927 – Concord, Massachusetts, 18 de julho de 2003) foi um físico estadunidense.